# スイス国鉄RABe531形電車
スイス国鉄RABe531形電車（スイスこくてつRABe531がたでんしゃ）は、スイスの国有鉄道であるスイス連邦鉄道（スイス国鉄、SBB）および子会社のトゥルボ（Thurbo）、レギオンアルプス（Regionalps）が導入する電車。スイスの鉄道車両メーカーであるシュタッドラー・レールが展開する鉄道車両ブランドである「FLIRT」の1車種で、同型車両のRABe532形やRABe533形と共に「FLIRT Evo」とも呼ばれる。

## 概要
2020年5月、スイス連邦鉄道は子会社のトゥルボやレギオンアルプスと共に、旧型車両の置き換えを目的としたSバーン向けの新型電車導入に関する入札を実施した。その後、2021年10月にスイスのシュタッドラー・レールが獲得した事を発表し、翌2022年5月に286編成＋オプション224編成分の正式な契約を結んだ。また、2024年にはオプション権を用いる形で33編成の発注も実施された。これらの契約に基づき、シュタッドラー・レールが製造するのが「FLIRT Evo」と呼ばれる一連の車両である。
全長57.8 m、定員256人（着席134人）の3車体連接車と全長73.5 m、定員370人（着席146人）の4車体連接車の2種類が導入される。これらの車両は、スイス連邦鉄道で使用されている従来の「FLIRT」と同様に車内の大部分が低床構造となっており、車椅子用スペースやバリアフリー対応トイレも設置されている一方、自転車やベビーカーが設置可能なフリースペースや荷物置き場の空間が広く取られている他、フリースペースには冬季にウィンタースポーツ用具が設置できる構造となる。各座席には充電用プラグが設置され、wi-fi通信にも対応する。また、置き換えの対象となる編成と比べて電動車の割合が増加する事により定時性の向上が図られる。
最初の車両は2023年12月に完成しており、試運転を経て2026年12月の営業運転開始を予定している。これにより、各事業者で使用されていた旧型車両（DOMINO、FLIRT、GTW、NINA）の置き換えが実施される。また、「FLIRT Evo」は後述のようにスイスのみならずドイツやフランス、オーストリアへの直通運転も予定している。

## 車種
「FLIRT Evo」は、使用線区や編成両数の際に応じて以下の形式・番台に区分されている。
- RABe531形 - ドイツ、オーストリアへの直通運転に対応する形式。
  - スイス連邦鉄道用・4車体連接車：0番台（001 - ）
  - トゥルボ用・4車体連接車：500番台（501 - ）
- RABe532形 - フランスへの直通運転に対応する形式。
  - スイス連邦鉄道用・4車体連接車：0番台（001 - ）
- RABe533形 - スイス国内専用形式。
  - スイス連邦鉄道用・4車体連接車：0番台（001 - ）
  - トゥルボ用・3車体連接車：300番台（301 - ）
  - トゥルボ用・4車体連接車：500番台（501 - ）
  - レギオンアルプス用・4車体連接車：700番台（701 - ）